# Pandèmia de COVID-19 al Gabon
L'expansió de la pandèmia per coronavirus de 2019-2020 es va detectar al Gabon a partir del 12 de març de 2020 amb el cas d'un jove gabonès que havia tornat de França. El 20 de març es tingué notícia de la primera víctima mortal.
En data del 18 d'abril, el país comptava 108 casos confirmats, 4 persones guarides i 1 mort.

## Cronologia
El primer cas confirmat de persona contagiada amb Covid-19 es va anunciar el 12 de març. Es tractava d'un jove gabonès de 27 anys que havia tornat de França quatre dies abans.
El 17 de març es van confirmar dos casos addicionals al país, entre els quals una dona que treballa al ministeri d'Afers exteriors. Havia estat a França i havia visitat Marsella i París abans el seu retorn al Gabon. L'altra persona infectada era una policia de les fronteres de 29 anys que treballa a l'Aeroport Internacional Leon Mba de Libreville. Havia verificat el passaport de la primera dona infectada, que havia arribat de França el 8 de març.
El 20 de març, alhora que es confirmava una quarta persona contagiada, s'informava de la primera víctima mortal, un home diabètic de 50 anys.
El 24 de març, el nombre de casos confirmats pujà fins a sis. El ministeri de Salut anuncià dos nou casos: un ciutadà togolès de 45 anys que residia al país i havia tornat del Senegal l'11 de març, i un gabonès de 42 anys que havia viatjat a França i arribat a casa el 19 de març.

## Dades estadístiques
Evolució del nombre de persones infectades amb COVID-19 al Gabon